# Pontští Řekové

Řecké kolonie v Černém moři, 8. až 3. století př. n. l.

Pontští Řekové jsou etničtí Řekové z kraje Pontos, který se nachází v dnešním východním Turecku. Pontos byl až do roku 1921 řecký kraj.

## Historie

### Starověk
Podle legendy byli první Řekové na území Pontu Iásónovi argonauti. V současnosti se předpokládá, že pověst o argonautech vznikla z pravdivé řecké výpravy za kolchidským zlatem. Jisté a důležité však je, že první Řekové se tu usadili v roce 800 před Kr., když tu Iónové založili město Sinopé. V roce 783 před Kr. bylo na východ od Sinopy postaveno další velkoměsto Trapezus a též Samsun, později také Rize a Athény. Potom se v Pontě usadili další řečtí kolonisté. V starověkém období se tu hovořilo místní formou staré ionštiny. Z Pontu pocházel i známý řecký astronom Heraklides a filozof Díogenés ze Sinópé. Později tu byla založena města Tripolis, Komana a Kotyora. Následně byl tento řecký kraj ovládaný Peršany, které z Anatolie vyhnal Alexandr Veliký. V helenistickém období tu bylo založeno řecké Pontské Království. Nejslavnější je král Mithridates, který vyhnal rozpínající se Římany z Anatolie a ovládl i Atény. Jeho přemožitelem se stal až římský generál Lucius Cornelius Sulla. Následně se Pontos dostává pod římskou vládu. V této době byl Pontos rozdělen na dvě provincie. Západní provincie byla Pontus, východ s Trapezuntem patřil pod správu provincie Kappadokie. V průběhu římské vlády prosperovala všechna města Anatolie, přičemž Trapezunt se stal základnou římské námořní legie. Císař Dioklecián zřídil diecézní systém dělení říše a zřídil diecézi Pontus, která zahrnovala velkou část Anatolie. Řekové už v prvním století konvertovali ke křesťanství, a tak i v Pontě vznikla silná křesťanská komunita. Pohanské kulty postupně vymizely v 5. století. Mezi pohanskými bohy se tu mimo jiných řeckých kultů vyznával i kult boha Mithry. Od roku 395 se Pontos dostává do Východořímské (Byzantské) říše.

### Středověk
Od 6. století se Byzantská říše stává říší Řeků, přičemž Trapezus byl důležitým křesťanským městem. Stojí tu i velkolepá bazilika. Na východě Pontu žili kromě Řeků i kavkazské národy, Lazové, kteří v minulosti často vzdorovali římské moci. V 7. století se k hranicím Pontu dostávají Peršané, kterým se podařilo prolomit východní byzantskou hranici. Později se Řekům podařilo zbavit se Peršanů a situace se uklidnila po porážce Arabů, nových vládců Perské říše. Území Pontu bylo následně rozděleno na více thém. V Pontě, který tvořil hranice řecko-arabského světa, sloužili velmi známí byzantští těžkoodění kavaléristé, Akrites, kteří měli na starosti bránit hranice před arabskými nájezdy. Právě o nich byl napsán nejznámější středověký řecký epos, Digenis Akritas. O těchto bojovnících se často zpívá i v pontských lidových písních. Od 12. století pronikají do Anatolie Turci, kteří však Pontos díky okolním vysokým horám ovládají jen krátce. Po pádu Byzance v roce 1204 zde vzniklo Trapezuntské císařství, svobodný řecký stát. V tomto období sehrávalo důležitou úlohu i město Samsuna. Po znovuobnovení Byzantského císařství Trapezuntské císařství nezaniklo, naopak pomáhalo Byzanci a dokonce ji i přežilo. Turci se ho zmocnili až v roce 1461, přičemž Trapezuntské císařství Komnénovců bylo posledním řeckým státem.

### Turecká nadvláda
V Osmanské říši bylo postavení křesťanů těžší než muslimů, proto většina anatolského obyvatelstva postupně přestupovala na islám. Řekové se udrželi právě v Pontu, části Kappadokie a v západní a jižní části Anatolie. Pontští Řekové odolávali poturčování. Nejvíc obyvatel přestoupilo na islám až v 17. století. Pontos si však jako řecký kraj uchoval v rámci Osmanské říše víceméně autonomní postavení s různými výhodami až do začátku 20. století.
Nejznámějšími městy byla Synopi, Samsunda, Kerasunda, Amisos, Trapezunda, Argyrupoli, Rašupoli, Amissos, Neokesarea a Athina. V 18. století se začíná formovat řecká národní identita. Tak tomu bylo i v Pontě. V 19. století se především v mateřském Řecku formují národní požadavky. Z těchto událostí nakonec vzešla řecká válka za nezávislost. Tato válka se neobešla bez etnických čistek na obou stranách. Řekové pobili 15 000 muslimů v jižním Řecku. Turci nato vyvraždili Řeky v Konstantinopoli, na Chiosu a i v Trapezuntě. Řekové byli systematicky vyvražďováni v celé Anatolii a hlavně v Pontě.
Několik pontských Řeků se usadilo v Řeckém státě. Po první světové válce a následném konfliktu s Řeky byla podepsána výměna obyvatelstva mezi Řeckem a Tureckem, přičemž o svůj domov přišly nejméně 2 miliony Řeků. V Řecku tato výměna způsobila velké ekonomické problémy. Kromě toho byla pontská a kappadocká řečtina pro Řeky ze západu téměř nesrozumitelná. Proto se pontští Řekové museli naučit fakticky nový jazyk. Usadili se především v Makedonii, která se tímto měla celkově pořečtit, ale také v Athénách a v Attice.

## Kultura

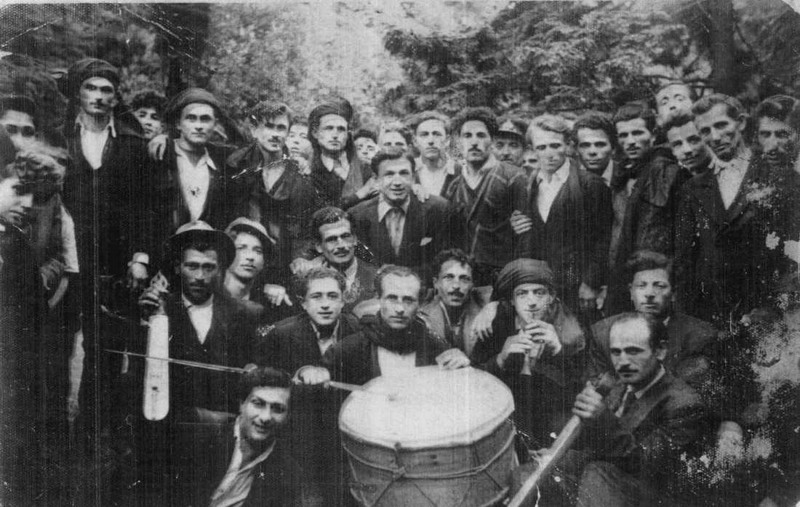
Tradiční pontské hudební nástroje; Kemençe, davul, zurna. Foto z 50. let, Matzouka, Trabzon, Turecko.

Kulturu Pontu prezentují řecký folklor a zvyky. Pontský se odlišuje od ostatního řeckého folklóru krojem i hudbou. Známý je pontský hudební nástroj Kemenče, který je podobný krétské nebo trácké lyře. Na rozdíl od houslí se kemenče drží v ruce svisle. Tento nástroj je pro pontské písně charakteristický, stejně jako pontský buben. Tanec je kruhový, přičemž kroky nejsou v pevninském řeckém stylu. Místní militantní tanec pyrchikos, se tancuje stejně jako ve starověku. Rytmus je orientální, ale jiný než řecký orientální rytmus. V hudbě a v krocích můžeme zpozorovat i keltské prvky. Mužský tanec Sera je jeden z nejstarších písemně dochovaných tanců na světě. Dodnes si pontští Řekové udržují v Řecku své zvyky, organizují kulturní festivaly a hovoří svým jazykem. V Řecku existují také media pontských Řeků. V Řecku žije kolem 2 000 000 Pontů. Jazyková skupina pontských Řeků žije i v Gruzii, Arménii, Ázerbájdžánu, Rusku a na Krymu. Většina z nich se po pádu komunismu v roce 1989 vrátila do Řecka. Přibližně 4 000 pomuslimštěných pontských Řeků žije dodnes v Turecku.